# Hemigraphis flava
Hemigraphis flava är en akantusväxtart som beskrevs av Wilhelm Sulpiz Kurz. Hemigraphis flava ingår i släktet Hemigraphis och familjen akantusväxter. Inga underarter finns listade i Catalogue of Life.